# Ворман (Саскачеван)
Ворман (енгл. Warman) је насеље са административним статусом града у централном делу канадске провинције Саскачеван. Град се налази на раскрсници провинцијског аутопута 11 и магистралног друма 784 на свега око 20ак км северно од највећег града у провинцији Саскатуна, и често се сматра његовим предграђем. Око 8 км источно од града налази се река Јужни Саскачеван. Најближа већа насеља су град Мартенсвил (6 км југозападно) и варошица Ослер (6 км северније).
Ворман је најмлађе насеље у провинцији са административним статусом града који му је додељен 27. октобра 2012. године.

## Историја
Насеље Ворман развило се из железничке станице која је подигнута 1904. на раскрсници железничких линија Канадске националне железнице (траса од Хамболта ка Норт Бетлфорду) и Канадске пацифичке железнице (траса између Реџајне и Принца Алберта).
Првобитно име насеља било је Дајмонд (дијамант), али је убрзо промењено у Ворман у част новинара Сија Вормана (Cy Warman; 1855—1914) који је детаљно пратио ток изградње железнице кроз ово подручје. Број становника у новооснованом насељу је брзо растао, па је Ворман већ 1906. административно уређен као село. Велики пожар из 1910. у којем је страдала готово већина грађевина у насељу негативно се одразио на развој вароши. Ворман је тако изгубио статус села 1927. на захтев локалних власти након што је број становника пао на свега 148, вративши тако статус руралне заједнице.
Наредне две деценије насеље је стагнирало у развоју, а значајнији раст почео је да се бележи почетком 50их година прошлог века. Привредни раст пратио је и раст броја становника (1961. регистровано 659 житеља), тако да је Ворман 1962. поново добио административни статус села, а свега четири године касније постаје варошица.
Ворман је 27. октобра 2012. административно унапређен у статус града, поставши тако 17. по реду насеље са тим административним статусом у провинцији Саскачеван.

## Демографија
Према резултатима пописа становништва из 2011. у тада још увек варошици живела су 7.084 становника у укупно 2.475 домаћинстава, што је повећање од чак 48,5% у односу на 4.769 житеља колико је регистровано приликом пописа 2006. године.
Овако велики пораст броја становника последица је територијалног ширења насеља и инкорпорирања неколико мањих суседних руралних насеља у састав града. Тако је Ворман према попису из 2006. обухватао површину од 5,34 км² што је за готово трећину мање од стања на попису 2011. када је насеље обухватало територију од 8,54 км².
| 2001. | 2006. | 2011. |
| ----- | ----- | ----- |
| 3.481 | 4.764 | 7.084 |